# (210) Изабелла
(210) Изабелла (лат. Isabella) — большой и тёмный астероид главного пояса, входящий в состав семейства Немезиды. Он был открыт 12 ноября 1879 года австрийским астрономом Иоганном Пализой в обсерватории города Пула, Хорватия. Происхождение названия астероида неизвестно.

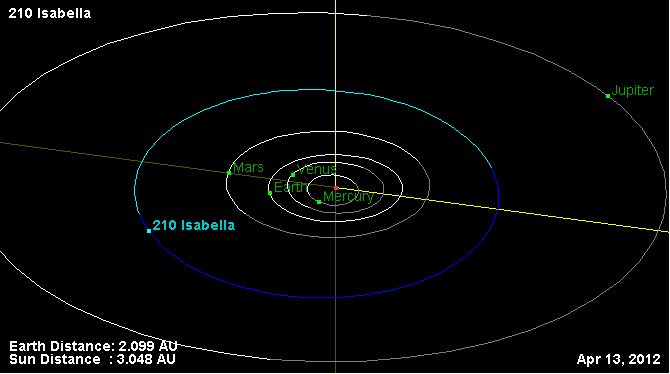
Орбита астероида Изабелла и его положение в Солнечной системе